# Onychodontiformes
Ordre
Les Onychodontiformes (encore appelés Onychodontida ou Struniiformes) sont un ordre éteint de poissons marins, les plus primitifs de la classe des sarcopterygiens. Ils ont vécu du Silurien supérieur jusqu'à la fin du Dévonien, c'est-à-dire il y a environ entre 425 et 360 Ma (millions d'années).

## Description
Ces espèces possédaient déjà des nageoires charnues, mais pas musculaires.

## Liste des genres et familles
Selon Paleobiology Database (25 janvier 2021) :
- genre Bukkanodus Johanson et al., 2007
- famille des Onychodontidae Woodward, 1891